# پاتریک مارتین
پاتریک مارتین (به انگلیسی: Patrick Martin) (زاده ۱۹ اوت ۱۹۲۳ – درگذشته ۲۱ آوریل ۱۹۸۷) ورزشکار بابسلد اهل ایالات متحده آمریکا بود.
از افتخارات وی می‌توان به کسب مدال طلا در بازی‌های المپیک زمستانی ۱۹۴۸ و مدال نقره سال ۱۹۵۲ اشاره کرد.